# Toxophora
Toxophora is een vliegengeslacht uit de familie van de wolzwevers (Bombyliidae). De wetenschappelijke naam van het geslacht werd voor het eerst geldig gepubliceerd in 1803 door Meigen.

## Soorten
- T. americana Guerin-Meneville, 1835
- T. amphitea Walker, 1849
- T. fasciculata (Villers, 1789)
- T. fuscipennis (Macquart, 1840)
- T. leucopyga Wiedemann, 1828
- T. maxima Coquillett, 1886
- T. pellucida Coquillett, 1886
- T. vasta Coquillett, 1891
- T. virgata Osten Sacken, 1877